# Marià Rubió i Bellver
Marià Rubió i Bellver (Reus, 18 de juny de 1862 - Niça, gener de 1938) va ser un enginyer militar català, responsable d'importants obres urbanístiques i d'enginyeria.

## Biografia
Graduat militarment a l'Acadèmia Militar de Guadalajara (1878), va combinar el treball militar i l'activitat tècnica i científica. Destinat a Maó (1883), s'ocupà de les reformes de la Fortalesa de la Mola.
Es traslladà a Barcelona el 1896 i l'any 1901 va donar-se de baixa a l'exèrcit, i es va dedicar exclusivament a l'obra civil. Va ser contractat pel Doctor Andreu a la Societat Urbanitzadora del Tibidabo per a dirigir el projecte d'urbanització de la muntanya. Va ser president de la Societat d'Atracció de Forasters de Barcelona des de 1911 i director tècnic de l'Exposició Internacional de Barcelona de 1929. La guerra civil espanyola el va trobar a l'estranger i va morir a Niça, França, el 1938.
Va ser autor de diversos llibres de temàtica militar i d'enginyeria, però destaquen especialment els seus articles a La Vanguardia com a analista de la Primera Guerra Mundial entre 1914 i el final de la guerra, publicats després com a llibre amb el nom Filosofía de la guerra: juicios, observaciones, y comentarios relativos a la gran lucha de las naciones. Barcelona: Minerva, 1917
Era germà de Joan Rubió i Bellver, arquitecte deixeble de Gaudí amb qui col·laborà al Tibidabo. Es va casar amb Maria Tudurí i els seus fills van seguir la seva vocació per l'obra civil: Santiago Rubió i Tudurí amb qui va compartir projectes al Tibidabo i va introduir-lo en la Societat Gran Metropolitano, que havia de construir la línia del metro de Lesseps a la Rambla i Correus (actual Línia 3); i amb Nicolau Maria Rubió i Tudurí a qui proposà com a ajudant de Jean Forestier en els projectes de reforma de Montjuïc.